# Evacanthus
Evacanthus är ett släkte av insekter som beskrevs av Le Peletier och Jean Guillaume Audinet Serville 1825. Evacanthus ingår i familjen dvärgstritar.

## Bildgalleri

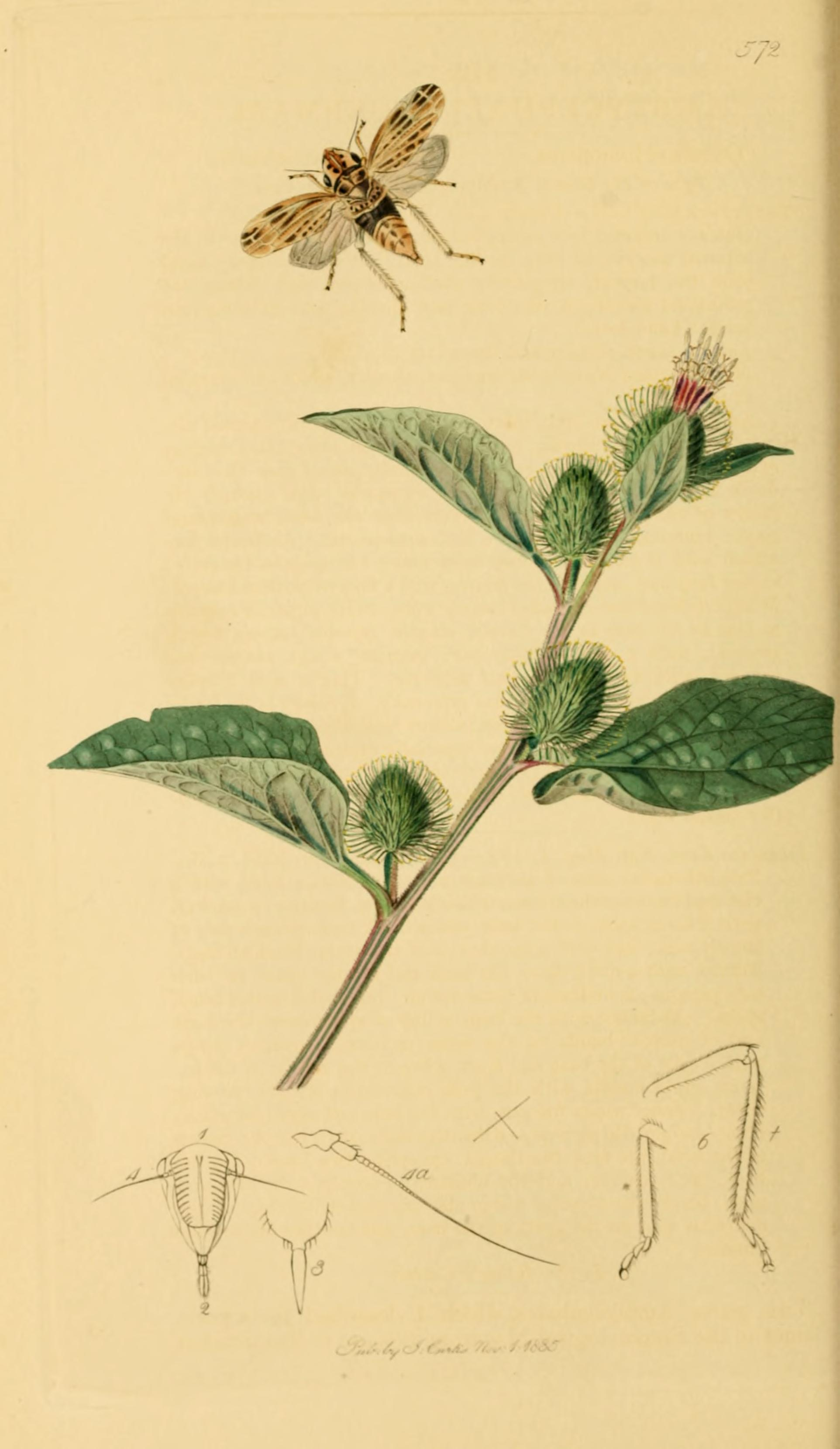
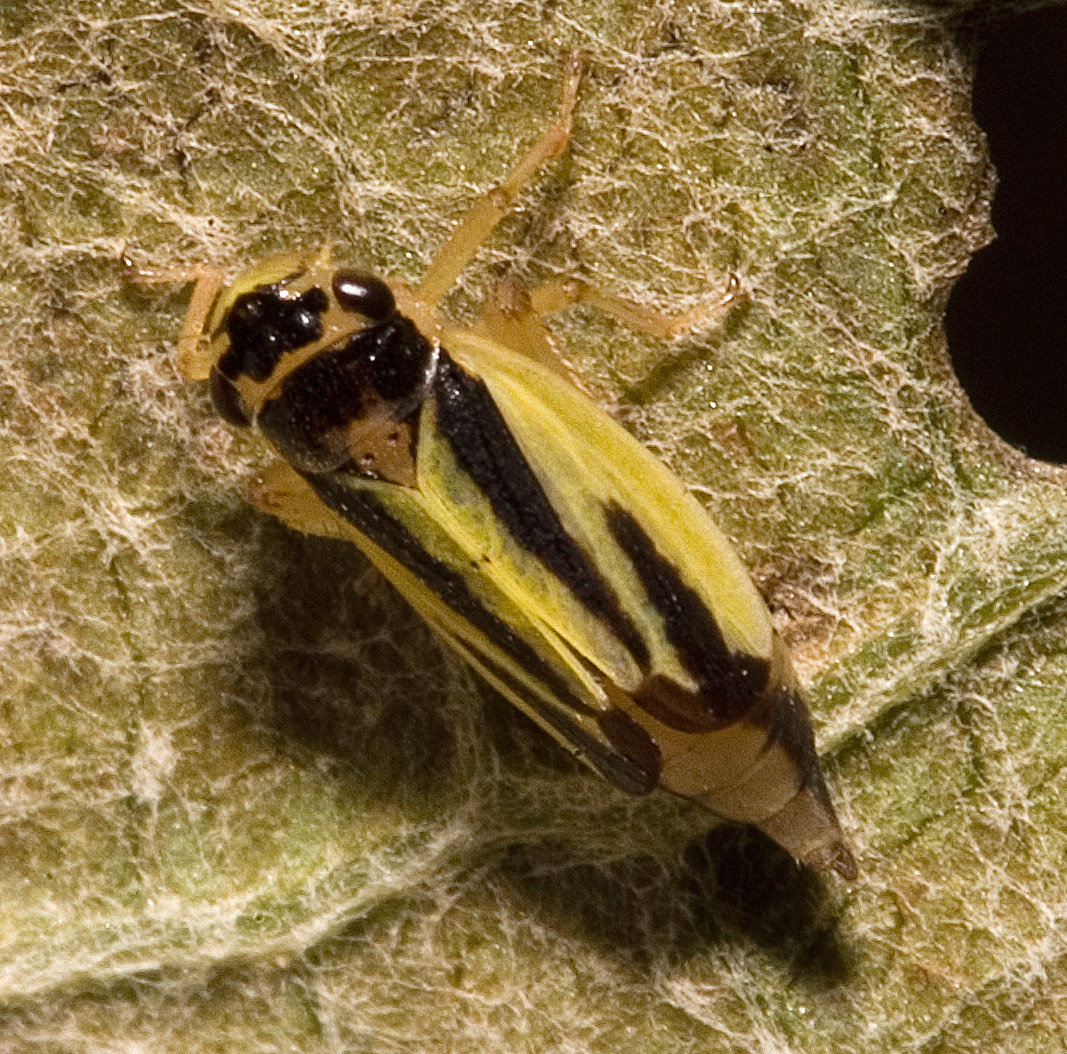
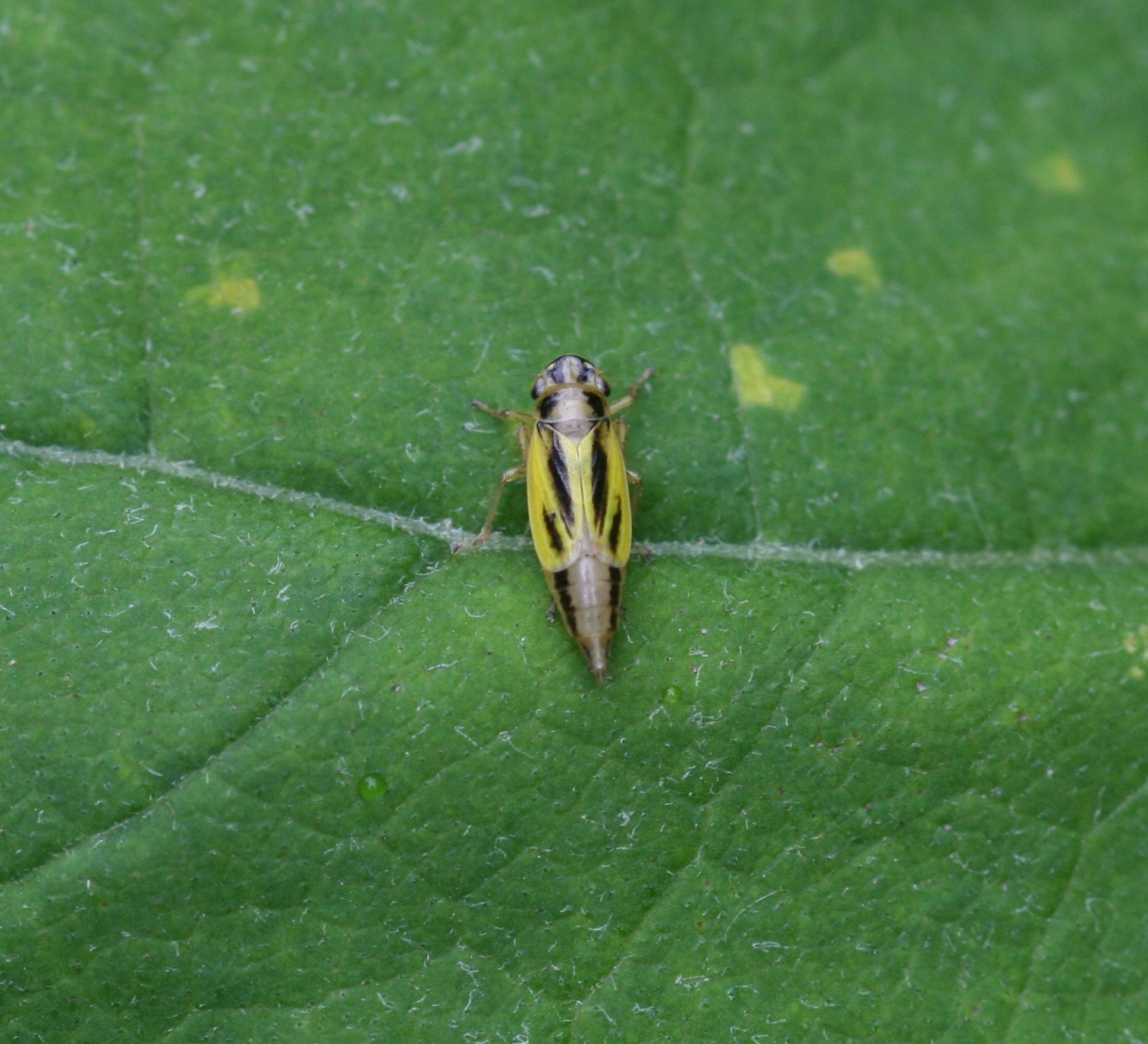
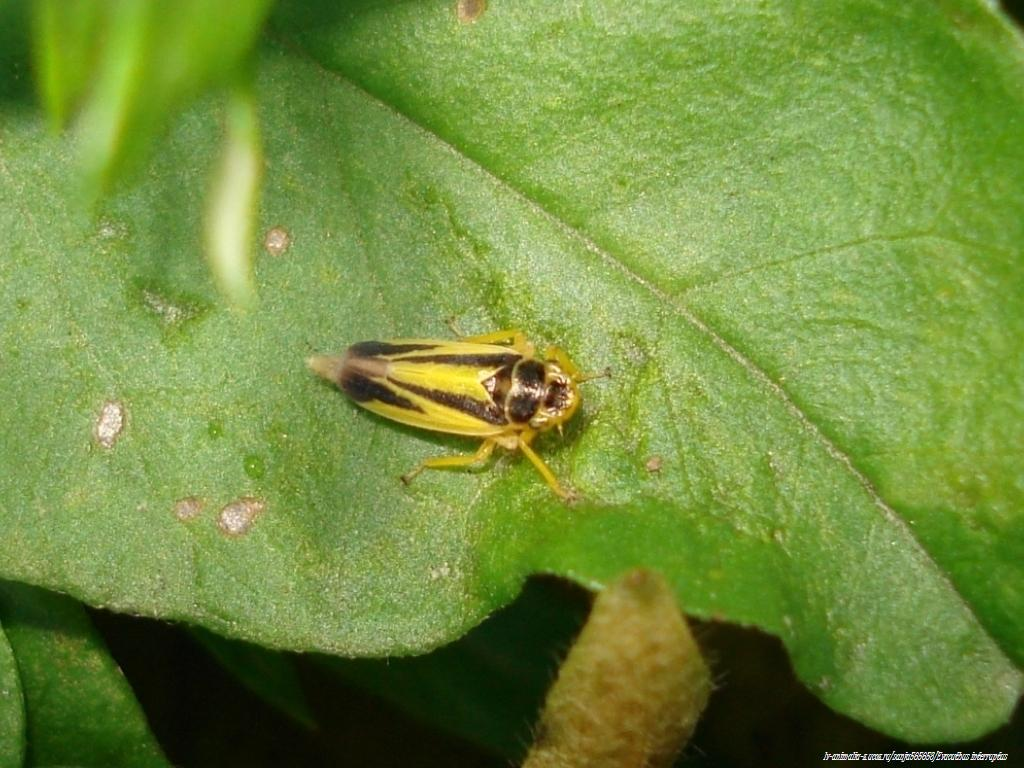
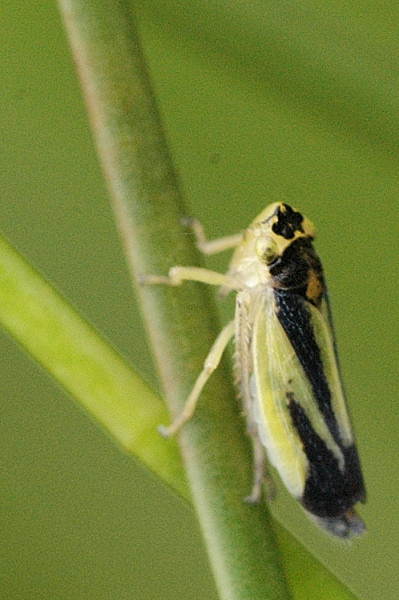

## Dottertaxa tillEvacanthus, i alfabetisk ordning[1][2]
- Evacanthus acuminata
- Evacanthus acuminatus
- Evacanthus albicostatus
- Evacanthus albomaculatus
- Evacanthus albovittatus
- Evacanthus asiaticus
- Evacanthus bellaustralis
- Evacanthus bellus
- Evacanthus biguttatus
- Evacanthus bistigmanus
- Evacanthus bivittatus
- Evacanthus breviceps
- Evacanthus chlamidatus
- Evacanthus danmainus
- Evacanthus densus
- Evacanthus digitatus
- Evacanthus extrema
- Evacanthus fanjinganus
- Evacanthus fatuus
- Evacanthus flavocostatus
- Evacanthus flavonervosus
- Evacanthus fuscous
- Evacanthus grandipes
- Evacanthus hairus
- Evacanthus heimianus
- Evacanthus interrupta
- Evacanthus interruptus
- Evacanthus kuohi
- Evacanthus lacunar
- Evacanthus laminatus
- Evacanthus latus
- Evacanthus longianus
- Evacanthus longispinosus
- Evacanthus longus
- Evacanthus manpingensis
- Evacanthus militaris
- Evacanthus nigramericanus
- Evacanthus nigrescens
- Evacanthus nigrifasciatus
- Evacanthus nigriscutus
- Evacanthus ochraceus
- Evacanthus ogumae
- Evacanthus papuensis
- Evacanthus procerus
- Evacanthus qiansus
- Evacanthus repexus
- Evacanthus rostagnoi
- Evacanthus rubrivenosus
- Evacanthus rubroniger
- Evacanthus rufescens
- Evacanthus ruficostatus
- Evacanthus rufomarginatus
- Evacanthus spinosus
- Evacanthus stigmatus
- Evacanthus taeniatus
- Evacanthus trimaculatus
- Evacanthus uncinatus
- Evacanthus ustanucha
- Evacanthus wui
- Evacanthus yinae